# Хунъу
Чжу Юаньчжан (29 октября 1328 — 24 июня 1398) — первый император китайской Империи Мин с 1368 по 1398. Присоединился к Восстанию Красных повязок, со временем стал их предводителем и, несмотря на низкое происхождение, возглавил руководство страной со столицей в Нанкине. После самопровозглашения объявил о начале династии Мин. Историками был охарактеризован как реформатор, успешный политик и борец с влиянием монголов. Ряд исследователей сравнивал Чжу Юаньчжана с Мао Цзэдуном.

## Детство и юность
Чжу Юаньчжан родился в 1328 году в крестьянской семье, он был младшим из четырёх сыновей. Его отец жил в Нанкине, но под гнётом налогов бежал на земли современной провинции Аньхой. Его дед по отцу был старателем, занимался промывкой золота, а дед по матери — солдатом династии Сун и шаманом. В 1344 году во время эпидемии родители и братья Чжу Юаньчжана умерли, и он вынужден был пойти в буддийский монастырь, чтобы не умереть с голода. В монастыре он получил начальное образование и, уже будучи императором, продолжал писать с ошибками и недолюбливал интеллектуалов. Монастырь закрылся из-за нехватки средств; какое-то время Чжу Юаньчжан попрошайничал, чтобы не умереть от голода, и поэтому позже прослыл как «император-попрошайка». Однако знакомство с крестьянским бытом и другими реалиями Китая оказало ему впоследствии большую услугу. Будущий монарх также успел примкнуть к разбойникам, и, будучи талантливым лидером, скоро стал одним из главарей шайки.

## Восстание Красных повязок и падение монгольской империи
Голод, разливы Хуанхэ, принудительные работы по укрощению разливов реки и неумелая имперская политика привели к серьёзному недовольству инородной властью. Идея восстановления китайского конфуцианского государства стала особенно популярной. Эту же идею поддерживали буддийские и даосские круги, а также тайные общества и секты, в том числе Общество Белого лотоса. Среди бедствующих крестьян усилились эсхатологические настроения, появились предсказания о приходе Будды Майтреи и установлении власти легендарного Мин-вана — нового китайского правителя, который наведёт в государстве порядок.
В 1351 году, на волне всеобщего народного недовольства в междуречье рек Хуанхэ и Янцзы поднялось Восстание Красных повязок. Чжу Юаньчжан принял активное участие в восстании. Благодаря своим личным качествам он быстро завоевал расположение одного из предводителей восставших, Го Цзысина, который отдал Чжу Юаньчжану в жёны свою приёмную дочь Ма (будущую императрицу) и доверил ему высокую должность. Через некоторое время Го Цысин умер, и командование разросшимся отрядом досталось Юаньчжану.
В 1356 году, 10 апреля, войска Чжу Юаньчжана взяли Нанкин, который он сразу сделал своей ставкой. При этом Юаньчжан оставался в формальном подчинении у главного руководителя восстания, Хань Линьэра, почитавшегося за наследника сунского императорского дома.
В 1360-е годы Чжу Юаньчжан пригласил к себе на должности советников и гражданских администраторов недовольных монгольским правлением учёных-конфуцианцев Сун Ляня, Лю Цзи (1311—1375), Чжан И (1311?—1368) и Е Чэня (?—1362). От них он воспринял идеи цивилизованного конфуцианского государства, которые повлияли на него в дальнейшем.
В 1363 году состоялась Битва на озере Поян, которая длилась с 30 августа по 4 октября и стала одной из крупнейших морских баталий в истории Китая. Чжу Юаньчжан победил своего противника Чэнь Юляна, и его позиции сильно укрепились. Вскоре весь Южный Китай контролировался восставшими. Чжу Юаньчжану удалось собрать талантливых офицеров и сформировать современную армию, хорошо оснащённую огнестрельным оружием и боевыми кораблями.
В 1367 году номинальный руководитель восстания Хань Линьэр, находясь в плену у Юаньчжана, утонул, когда его лодка перевернулась (что, как полагают, могло быть подстроено Чжу Юаньчжаном), и Чжу принимает управление войсками на себя. В том же году после серии побед войска Чжу Юаньчжана взяли Сучжоу — столицу другого повстанческого государства — а тамошнего правителя Чжан Шичэна свезли в Нанкин и, как утверждается, забили до смерти.
На китайский новый год 1368 г. (23 января 1368 года) Чжу Юаньчжан объявил себя императором новой династии Мин, а Нанкин — своей столицей. После падения монгольской столицы Даду Китай вновь стал независимым государством. Война, однако, продолжалась. Каракорум как столица монгольской империи Северная Юань был взят и сожжён в 1380.

## Император Хунъу

### Первые реформы
Император Хунъу немедленно занялся восстановлением экономики страны. Ему принадлежит строительство 48-километровой оборонительной стены вокруг Нанкина, а также новых дворцов и правительственных зданий. Согласно «Минши» («История Мин») начиная с 1367 года составлялся новый конфуцианский свод законов, известный как «Да Мин Люй», принявший окончательную форму в 1397 году. Частично, впрочем, он повторял старый Танский свод 653 года. В целом, в первые годы после провозглашения империи Мин её административный аппарат копировал танско-сунские образцы VII—XII веков, а также некоторые юаньские порядки. Однако эта структура, несколько отстранявшая от власти самого императора, не устраивала Чжу Юаньчжана, поэтому он вскоре приступил к радикальным преобразованиям управленческого аппарата, основная цель которых сводилась к всемерному усилению централизации и личной власти государя. Первой была реформирована местная администрация, затем — центральное управление, а также высшее военное командование.
В 1380 году по подозрению в участии в заговоре против особы императора был казнен первый министр Ху Вэйюн, после чего посты канцлеров и весь подчинявшийся им Дворцовый секретариат были окончательно упразднены, а вся полнота исполнительной власти перешла к императору. Постоянно ожидая злоумышления против него со стороны министров и подданных, император учредил Цзиньи-вэй — службу тайной полиции, состоявшую из воинов его дворцовой охраны. В течение 30 лет правления проводились чистки среди чиновников и населения страны, в результате чего погибли 100 тыс. человек; вина за это не в последнюю очередь лежит на тайной полиции императора.
Хунъу перестроил армию по образцу вэйсо, взяв за образец военную систему фубин династии Тан. Основной упор делался на то, чтобы солдаты, получив земельные наделы, могли сами себя обеспечивать продовольствием, в то время, когда императору не требовалась их служба. Эта система, впрочем, потерпела полный крах, продовольственное снабжение так и не удалось наладить, а получаемые время от времени награды были явно не достаточны, чтобы заинтересовать солдат в продолжении службы; в тыловых частях, где, в отличие от пограничных, не было внешнего снабжения, продолжало процветать дезертирство.
Будучи конфуцианцем, император Чжу Юаньчжан тем не менее не питал доверия к чиновничьему классу и охотно подвергал чиновников телесным наказаниям за совершенные провинности. В 1377 году он отменил конфуцианские экзамены на соискание чиновничьего звания после того, как 120 чиновников, ранее получившие степень цзиньши, оказались бездарными министрами. Когда же экзамены возобновились в 1384 году, он казнил главного экзаменатора, после того, как было доказано, что тот разрешал получить степень «цзиньши» только соискателям из южного Китая.

### Аграрная и налоговая политика
Чжу Юаньчжан закрепил все земли, захваченные крестьянами во время войны, за теми, кто их обрабатывал. Пахотной земли не хватало, поэтому земледельцы, которые поднимали целину, на три года освобождались от налогов, что позволило уже в 3 год правления императора заселить целинные земли вокруг городов в северных областях. В дальнейшем правительство также поощряло беженцев и население из густонаселённых областей к переселению на целинные земли, предоставляя им всяческие льготы.
Чтобы увеличить количество рабочих рук и налогоплательщиков, освободили всех рабов, крепостных крестьян и крепостных ремесленников (они были переведены в категорию миньху, хотя в условиях феодального строя говорить о свободе крестьян можно весьма относительно) и сократили численность монахов. Рабы в минском обществе продолжали существовать, хотя простолюдинам их иметь запрещалось. За аристократами и членами императорской фамилии сохранялось право владеть рабами, но с некоторыми ограничениями. Закон запрещал также куплю-продажу свободных людей, в том числе приём в заклад жён, детей, наложниц; не допускалась также купля-продажа рабов.
Вместе с расширением государственного фонда земли и стимулированием роста рабочих рук Чжу Юаньчжан стремился вести строгий учёт земли и подданных. Уже на следующий год после основания династии был издан императорский указ, повелевавший всем подданным зарегистрироваться при составлении новых подушных реестров. В 1370 году была проведена первая перепись населения, имевшая целью не только учесть всех подданных, но и определить размеры имущества каждого двора. Анкеты, в которых содержались эти сведения, отсылались в центральное ведомство налогов, а копии оставались у главы домохозяйства и в местных административных органах. В зависимости от имущественного положения дворы облагались земельным налогом и трудовыми повинностями так, что их размер зависел от количества земли, работников и имущества в отдельном хозяйстве.
В 1381 году в эту систему были внесены изменения, позволившие упорядочить процедуру сбора налогов и отбывания повинностей. Эта система в своих основных чертах сохранилась вплоть до конца императорского периода в истории Китая. Она основывалась на объединении дворов в группы, связанные круговой порукой в выполнении в срок и полностью государственных налоговых и повинностных обязательств. В соответствии с новыми принципами каждые 10 дворов объединялись в цзя, а каждые 10 цзя составляли ли.
Цель этого мероприятия состояла в том, чтобы заставить чиновников и помещиков также платить поземельный налог (в начале правления Минской династии было установлено, что чиновники и служилые пользуются привилегией не отбывать трудовых повинностей, но должны платить налоги).
К 26-му году Хунъу в результате интенсивной распашки целинных земель крестьянами было поднято более 8500 тысяч цин (мера площади, равная 5,166 га) целины, то есть освоена большая часть таких земель. Одновременно с этим в результате восстановления народного хозяйства значительно выросла также численность населения. По данным на тот же год, в сельском хозяйстве Китая имелось более 16 050 тысяч дворов или свыше 60 540 тысяч человек, что в сравнении с периодом наибольшего расцвета Юаньской империи означает рост на 7 миллионов человек.
Помимо освоения целинных земель, в начале правления Минской династии были приняты меры по восстановлению ирригационной системы. Чжу Юаньчжан приказал всем местным властям доводить до сведения двора все просьбы и претензии населения относительно ремонта или строительства оросительных сооружений. В 27-й год Хунъу (1394) Чжу Юаньчжан специальным указом обязал министерство общественных работ привести в порядок пруды и водохранилища на случай засух и проливных дождей, а также разослал по всей стране учащихся Государственного училища и технических специалистов для наблюдения за ирригационными работами. Зимой 1395 года в стране было открыто 40 987 запруд и водоотводов.

### Жесткая демографическая и стандартизирующая политика
По мнению историка Тимоти Брука, император Чжу Юаньчжан, достигнув стабильности в китайском обществе, стремился укрепить её помимо прочего и за счёт иммобилизации граждан, как физической (разрешались поездки не далее 12 км от места проживания), так и социальной (сын военного должен был стать военным, сын ремесленника становился ремесленником). Император попытался постепенно ввести жесткую регламентацию всей жизни подданных, включая ношение единых для всей империи чиновничьих и военных халатов с нагрудными нашивками-буфанами, соответствующими рангу владельца, стандарты для устной речи и письма, которые не позволяли бы образованному классу проявлять своё превосходство над необразованным. Его недоверие к чиновничьей элите дополнялось также презрительным отношением к верхушке торгового класса; её влияние он всячески пытался ослабить, вводя неоправданно высокие налоги в Сучжоу и окрестностях (юго-восточное Цзянсу). Также несколько тысяч зажиточных семейств были в принудительном порядке перемещены с юго-востока страны в окрестности Нанкина на южному берегу Янцзы с запретом в дальнейшем выбирать себе место жительства по собственному усмотрению. Для того, чтобы пресечь возможность несанкционированной торговли, император приказал им ежемесячно представлять полную опись своего имущества. Одну из своих важнейших задач Чжу Юаньчжан видел в том, чтобы сломить могущество купеческого и землевладельческого классов, в то время, как с точки зрения объективной реальности, некоторые из декретов его правительства позволяли им найти лазейки для дальнейшего обогащения.
Результатом массовых переселений и попыток населения избежать налогового бремени явился рост количества бродячих торговцев, разносчиков, батраков, кочующих с места на место в попытках найти землевладельцев, которые могли бы сдать им в аренду ферму и дать постоянную работу. В середине Минской эры императорам пришлось отказаться от системы принудительных переселений, и вместо неё вменить в обязанность местным властям регистрацию кочующего населения и его обложение налогом. По сути дела, Хунъу получил ещё более мощный класс богатых землевладельцев и купцов, доминирующий над арендаторами земли, батраками, домашними слугами, получающими вознаграждение за свой труд, что вряд ли входило в его намерения.

### Правительственная почта и коммерческий рост
Хунъу считал, что право путешествовать по стране принадлежит лишь правительственным курьерам и мелочным торговцам, остальные не имеют право покидать родные места. Но несмотря на все усилия в этом направлении, само создание системы передачи сообщений для правительственных и военных нужд создавало в свою очередь возможность развития и укрепления соответствующей коммерческой системы, существующей параллельно с официальной. Выброшенный в 1488 году кораблекрушением на китайское побережье кореец Чо Бу (1454—1504) отмечал, что чиновники восточной области не могли с точностью назвать расстояние между конкретными пунктами побережья; подобная информация составляла строгую монополию военного министерства и правительственных курьеров. В эпоху поздней Мин мы уже не увидим ничего подобного, в это время купцы путешествуют на значительно большие расстояния и даже подкупают правительственных курьеров, чтобы использовать их маршруты в торговых целях и издают географические справочники с указаниями коммерческих дорог, представляющие собой точную копию правительственных карт.

### Внешняя политика
В 1381 году Минская империя сумела отвоевать у королевства Дали обширные земли на Юго-Западе. К концу XIV столетия двумстам тысячам военных поселенцев было выделено около 2 млн Му (130 тыс. гектаров) земли в будущих провинциях Юньнань и Гуйчжоу. Ещё около полумиллиона китайцев присоединилось к первым поселенцам позднее, эти миграции значительно изменили этнический облик региона, так как ранее около половины местного населения (1,5 млн человек) не были ханьцами. В этих районах Минская империя осуществляла политику двойной администрации. Области, где китайское население преобладало, управлялись по минским законам и обычаям, области, где большинство населения принадлежало по крови к местным племенам, управлялось по местным обычаям, в то время как племенные вожди клялись соблюдать порядок и выплачивать дань, в обмен на что их снабжали китайскими товарами. В 1464 году племена мяо и яо подняли восстание против китайского владычества, но минский двор направил против них 30-тысячную армию из центра (в которой было среди прочего 1000 монголов) и 160000 войск, мобилизованных на месте (в провинции Гуанси), и два года спустя восстание было подавлено. Позднее новое восстание было подавлено армией под руководством чиновника и философа Ван Янмина (1472—1529), по его настоянию учреждено было совместное правление для китайцев и местных племен, для того, чтобы местные обычаи также брались в расчет при каждом принимаемом решении.
Вместе с тем основной задачей империи Мин в то время было предотвращение нового монгольского завоевания. Достаточно успешные бои с монголами почти беспрерывно велись вплоть до 1374 года, затем в 1378—1381 и 1387—1388 годах.
Внешняя торговля была прерогативой исключительно государства. Однако поскольку в конфуцианском обществе торговля не поощрялась в целом как недостойное занятие, правительство Чжу Юаньчжана стремилось свести внешнюю торговлю к обмену дарами с послами государств.
У императора было 26 сыновей и 16 дочерей. Сыновья получили должности губернаторов провинций и уездов. После смерти он повелел похоронить себя без особой роскоши, по монгольскому обычаю в могилу за ним последовало 38 наложниц.
Подозрительность, проявленная императором в поздние годы, его низкое происхождение, недоверие интеллектуалам и выдающаяся историческая роль позволяют проводить параллели между Чжу Юаньчжаном и Мао Цзэдуном.

## Сыновья
От жены и многочисленных наложниц имел 24 сыновей и 16 дочерей.
1. Чжу Бяо (1355—1392), наследник престола, скончался при жизни своего отца.
2. Чжу Шуан (1356—1395), Цинь-ван
3. Чжу Ган (1358—1398), Цзинь-ван
4. Чжу Ди (1360—1424), Янь-ван (1380—1402), 3-й император Китая из династии Мин (1402—1424).
5. Чжу Су (1361—1425), Чжоу-ван
6. Чжу Чжэнь (1364—1424), Чу-ван
7. Чжу Чжуань (1364—1428), Ци-ван
8. Чжу Цзы (1369—1390), Тан-ван
9. Чжу Тань (1370—1389), Лу-ван
10. Чжу Чунь (1371—1423), Шу-ван
11. Чжу Бо (1371—1399), Сян-ван
12. Чжу Гуй (1374—1446), Цзинь-ван
13. Чжу Ин (1376—1419), Суй-ван
14. Чжу Чжи (1377—1424), Ляо-ван
15. Чжу Чжань (1378—1438), Цин-ван
16. Чжу Цюань (1378—1448), Нин-ван
17. Чжу Пянь (1379—1450), Минь-ван
18. Чжу Хуэй (1379—1428), Гуй-ван
19. Чжу Сун (1380—1427), Хань-ван
20. Чжу Мо (1380—1431), Шэнь-ван
21. Чжу Ин (1383—1417), Ань-ван
22. Чжу Цзин (1386—1415), Тан-ван
23. Чжу Дун (1388—1414), Цзинь-ван
24. Чжу И (1388—1414), И-ван

## Личность
Минские историографы не скупились на преувеличение и восхваление личных качеств Чжу Юаньчжана. Однако нельзя отрицать того, что все историки признают в нём незаурядный ум, волю, личную храбрость и честолюбие.
Судя по портретному описанию в «Истории Мин» первый император династии Мин обладал характерной внешностью — коренастый, широкоплечий, темнокожий, с выступающей вперёд нижней челюстью, придававшей лицу упрямое и волевое выражение, которое усиливали большие глаза.
Видимо, благодаря в первую очередь личной храбрости очень быстро Чжу стал пользоваться уважением у Го Цзысина, который уже через четыре-пять месяцев женил будущего императора на своей воспитаннице из рода Ма.